# Bauhinia amambayensis
Bauhinia amambayensis là một loài thực vật có hoa trong họ Đậu. Loài này được Fortunato miêu tả khoa học đầu tiên.